# Colonia Cuauhtémoc, Ixtlahuaca
Colonia Cuauhtémoc är en ort i Mexiko, tillhörande kommunen Ixtlahuaca i den västra delen av delstaten Mexiko. Orten hade 312 invånare vid folkräkningen 2010.